# G.W. Bailey
George W. Bailey (Port Arthur, 27 augustus 1944) is een Amerikaans acteur. Hij was in de jaren 70 bekend als Sgt. Luther Rizzo uit de serie M*A*S*H. In latere jaren vergaarde hij bekendheid als Lt. (later Capt.) Thaddeus Harris uit de Police Academy-films, hoewel hij niet in deel 2 of 3 hiervan verscheen. Hij speelde een seizoen in St. Elsewhere en speelde ook de rol van Det. Lt. Provenza in alle 109 afleveringen van de televisieserie The Closer. Na het stoppen van deze serie speelt hij hetzelfde personage in de spin-off van The Closer: Major Crimes.

## Filmografie
- Major Crimes (televisieserie) – Det. Lt. Provenza (2012-2018)
- The Closer (televisieserie) – Det. Lt. Provenza (109 afl., 2005-2012)
- Left Turn Yield (2007) – Man met hond op stoep
- Breaking Down the Closter (dvd, 2007) – Rol onbekend
- Cake (2007) – Howard Canter
- Nip/Tuck televisieserie – Wesley Kringle (Afl. Joy Kringle, 2005)
- American Dreams televisieserie – Rol onbekend (Afl. Tidings of Comfort and Joy, 2004)
- The Perfect Husband: The Laci Peterson Story (televisiefilm, 2004) – Det. Gates
- Paniek op de Prairie (2004) – Rusty, the Dog (Voice-over)
- Scorcher (2002) – General Timothy Moore
- The Thin Blue Lie (televisiefilm, 2000) – K.C.
- San Paolo (televisiefilm, 2000) – Barnabas
- Brothers. Dogs. And God (2000) – Luther Graham
- Jesus (televisiefilm, 1999) – Livio
- Solomon (televisiefilm, 1997) – Azarel
- The Jeff Foxworthy Show televisieserie – Big Jim Foxworthy (23 afl., 1996-1997)
- Seduction in a Small Town (televisiefilm, 1997) – Pat Carter
- The Siege at Ruby Ridge (televisiefilm, 1996) – Ralph Coulter
- Murder, She Wrote televisieserie – Lt. Alex Tibideaux (Afl. Big Easy Murder, 1995)
- Legend televisieserie – Ulysses S. Grant (Afl. Legend on His President's Secret Service, 1995)
- Police Academy: Mission to Moscow (1994) – Capt. Thaddeus Harris
- No Child of Mine (televisiefilm, 1993) – Lamar Jenkins
- Dead Before Dawn (televisiefilm, 1993) – Masterson
- An American Story (televisiefilm, 1992) – Tom Cantrell
- Bed of Lies (televisiefilm, 1992) – Zeke Zbranek
- A Mother's Justice (televisiefilm, 1991) – Joe Comminger
- Doublecrossed (televisiefilm, 1991) – Camp
- Held Hostage: The Sis and Jerry Levin Story (televisiefilm, 1991) – Brother
- Under Cover televisieserie – Director Waugh (Afl. onbekend, 1991)
- Fine Things (televisiefilm, 1990) – Grossman
- Q & A (1990) – Barkeeper (niet op aftiteling)
- Love and Lies (televisiefilm, 1990) – Sgt. Halsey
- Write to Kill (1990) – Dean Sutton
- The Wizard (1989) – Game Competition Sign Up Man (niet op aftiteling)
- The Gifted One (televisiefilm, 1989) – Dr. Winslow
- Police Academy 6: City Under Siege (1989) – Capt. Thaddeus Harris
- War and Remembrance (miniserie, 1988) – Cmdr. Jim Grigg
- Police Academy 5: Assignment: Miami Beach (1988) – Capt. Thaddeus Harris
- Downpayment on Murder (televisiefilm, 1987) – Kyle
- Hawaiian Dream (1987) – Captain Pierce
- CBS Summer Playhouse televisieserie – Macklin (Afl. Doctors Wilde, 1987)
- Murder, She Wrote televisieserie – Lt. Faraday (Afl. Murder, She Spoke, 1987)
- Police Academy 4: Citizens on Patrol (1987) – Capt. Thaddeus Harris
- Burglar (1987) – Ray Kirschman
- Mannequin (1987) – Captain Felix Maxwell
- Short Circuit (1986) – Skroeder
- A Winner Never Quits (televisiefilm, 1986) – Tatum
- New Love, American Style televisieserie – Rol onbekend (Afl. Love and the Serious Wedding, Love and Condo, 1986)
- North Beach and Rawhide (televisiefilm, 1985) – Sheriff
- Warning Sign (1985) – Tom Schmidt
- Rustler's Rhapsody (1985) – Peter
- Newhart televisieserie – Kyle Nordoff (Afl. R.I.P. Off, 1985)
- Simon & Simon televisieserie – Police Chief Don Potter (Afl. Out-of-Town Brown, 1985)
- Simon & Simon televisieserie – Dr. Kyle Stepney – Surgery (Afl. Under the Knife, 1984)
- Remington Steele televisieserie – Maynard Stockman (Afl. Steele in the Chips, 1985)
- Runaway (1984) – Chief of Police
- Earthlings (televisiefilm, 1984) – Bobo
- Police Academy (1984) – Lt. Thaddeus Harris
- Goodnight, Beantown televisieserie – Albert Addelson (Afl. Hooking for Mr. Goodbar, 1983)
- St. Elsewhere televisieserie – Dr. Hugh Beale (3 afl., 2 keer 1982, 1983)
- M*A*S*H televisieserie – Sgt. Luther Rizzo (14 afl., 1979-1983)
- The Capture of Grizzly Adams (televisiefilm, 1982) – Tom Quigley
- Bitter Harvest (televisiefilm, 1981) – Jim Lazlo
- Murder in Texas (televisiefilm, 1981) – ‘Racehorse’ Haynes
- Alcatraz: The Whole Shocking Story (televisiefilm, 1980) – Holfeld
- Benson televisieserie – Barkeeper (Afl. Takin' It to the Streets, 1980)
- Benson televisieserie – Gus (Afl. One Strike, You're Out, 1979)
- The French Atlantic Affair (miniserie, 1979) – Jake (niet op aftiteling)
- Happy Days televisieserie – Jack Whitman (Afl. Joanie Busts Out, 1979)
- Lou Grant televisieserie – Water Deliveryman (Afl. Exposé, 1979)
- A Force of One (1979) – Erwin
- Laverne & Shirley televisieserie – Rol onbekend (Afl. Spy in the Beer, 1979)
- Soap televisieserie – The Hobo (Episode 2.14, 1979)
- Starsky and Hutch televisieserie – Hotel Clerk (Afl. The Avenger, 1978)
- Summer of My German Soldier (televisiefilm, 1978) – Corporal
- Husbands, Wives and Lovers televisieserie – Leslie (Afl. Predictions Come True, 1978)
- CHiPs televisieserie – Drunk Driver (Afl. Rustling, 1978)
- How the West Was Won (miniserie, 1977) – Ivie
- Starsky and Hutch televisieserie – Slade (Afl. The Vampire, 1976)
- Charlie's Angels televisieserie – Mumford (Afl. Consenting Adults, 1976)
- Harry O televisieserie – Garner (Afl. Shades, 1975)
- The Runaway Barge (televisiefilm, 1975) – Booker
- Harry O televisieserie – 1st Officer (Afl. Eyewitness, 1974)
- Harry O televisieserie – Remsen (Afl. Mortal Sin, 1974)

- Biblioteca Nacional de España: XX1599615
- Bibliothèque nationale de France: cb14033182h (data)
- Gemeinsame Normdatei: 1075072603
- International Standard Name Identifier: 0000 0000 7824 7995
- Library of Congress Control Number: no2001056775
- Nationale Bibliotheek van Tsjechië: xx0059250
- Nationale Bibliotheek van Israël: 987007339775105171
- Istituto Centrale per il Catalogo Unico: DDSV329412
- SNAC: w60x16dc
- Virtual International Authority File: 49422916
- WorldCat: E39PBJcR6B6wFWFk4jmqW8FBT3